# Yncréa
Yncréa fédère 3 associations qui gèrent 5 écoles d'ingénieurs privées agréées par la CTI, ainsi qu'une école marocaine :
- Junia (anciennement Yncréa Hauts-de-France) opère les formations d'ingénieurs :
  - ISEN, à Lille ;
  - ISA, à Lille et Antibes ;
  - HEI, à Lille et à Châteauroux ;
  - Yncréa Maroc, implantée à Rabat[2] ;
- Yncréa Méditerranée opère la formation d'ingénieurs ISEN à Toulon, Marseille et Nîmes ;
- Yncréa Ouest opère la formation d'ingénieurs ISEN à Brest, Rennes, Caen et Nantes.

Les 5 écoles françaises ont le label officiel EESPIG (Établissement d'enseignement supérieur privé d'intérêt général).
Elles sont également affiliées à l'enseignement supérieur catholique.

## Historique
En 2016, les associations gestionnaires des écoles changent de nom :
- ISEN-ISA-HEI (Lille) s'appelle désormais Yncréa Hauts-de-France,
- ISEN Brest s'appelle désormais Yncréa Ouest,
- ISEN Toulon s'appelle désormais Yncréa Méditerranée[3].

Les titres des diplômes font apparaître le nom de l'école ainsi que le nom de l'association gestionnaire.
En 2020, une branche ISEN ouvre ses portes dans la ville de Bordeaux.
Le 1er octobre 2020, Yncréa Hauts-de-France change à nouveau de nom et devient Junia. Ce changement de nom symbolise la volonté pour l'école de se positionner en tant que grande école des transitions.

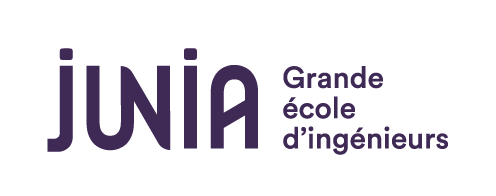
Logo de Junia

## Implantations en France
| \| 300 km1:9 730 000 Campus principal Autre site \| Junia LilleJunia Bordeaux Junia ChateaurouxJunia Antibes Yncréa Méd. Toulon Yncréa Méd. Marseille Yncréa Méd. Nîmes Yncréa Ouest Nantes Yncréa Ouest Brest |
| 300 km1:9 730 000 Campus principal Autre site |

| 300 km1:9 730 000 Campus principal Autre site |

## Formation
Les formations suivantes sont accréditées par la CTI :
| Ecole (statut)             | Localisation                  | Spécialité                               | Statut des élèves                      |
| -------------------------- | ----------------------------- | ---------------------------------------- | -------------------------------------- |
| Junia (HEI)                | Lille                         | Ingénieur généraliste HEI                | étudiant, apprenti                     |
| Junia (HEI)                | Lille et Chateauroux          | Ingénieur généraliste HEI                | apprenti                               |
| Junia (ISEN)               | Lille et Bordeaux             | Ingénieur généraliste ISEN               | étudiant, apprenti                     |
| Junia (ISA)                | Lille                         | Ingénieur généraliste ISA                | étudiant, formation continue, apprenti |
| Junia (ISA)                | Lille et Antibes              | Ingénieur ISA spécialité paysage         | formation continue, apprenti           |
| Yncréa Méditerranée (ISEN) | Toulon et Nîmes               | Ingénieur du Numérique ISEN              | étudiant                               |
| Yncréa Méditerranée (ISEN) | Toulon, Nîmes et Marseille    | Ingénieur du Numérique (Alternance) ISEN | formation continue, apprenti           |
| Yncréa Ouest (ISEN)        | Brest, Rennes, Nantes et Caen | Ingénieur généraliste ISEN               | étudiant, formation continue, apprenti |

## Nombre d'élèves ingénieurs
En 2019, le nombre d'élèves-ingénieurs de Yncréa est donné dans le tableau suivant :
| Ecole                                   | Nombre d'élèves | Dont apprentissage | Autres étudiants (Masters, M.S.) |
| --------------------------------------- | --------------- | ------------------ | -------------------------------- |
| ISEN Yncréa Ouest                       | 642             | 55                 |                                  |
| Yncréa Méditerranée (ISEN Méditerranée) | 850             | 160                | 12                               |
| Junia ISEN                              | 624             | 61                 |                                  |
| Junia HEI                               | 1690            | 228                |                                  |
| Junia ISA                               | 863             | 297                | 35 masters                       |

## Synergies de groupe
Les synergies espérées de cette fédération d'écoles sont notamment les suivantes :
- image de marque du groupe,
- recrutement des élèves, notamment échanges internationaux,
- échanges pédagogiques entre écoles, tant au niveau des enseignants que des élèves.